# Portal i finestra gòtica de Cal Pastor
El portal i finestra gòtica de Cal Pastor és una obra de Seva (Osona) inclosa a l'Inventari del Patrimoni Arquitectònic de Catalunya.

## Descripció
La pedra del portal és més fosca que el de la finestra. Dita finestra té desaigües i ampits, i en les bases del desaigües, formes geomètriques esculturades, si bé no gaire definides per l'erosió.
El portal consta de pedres de grans dimensions, amb guardapols, que envolten la llinda superior on podem veure diferents rosetons esculturats amb línies corbes.